# 亀戸中央公園

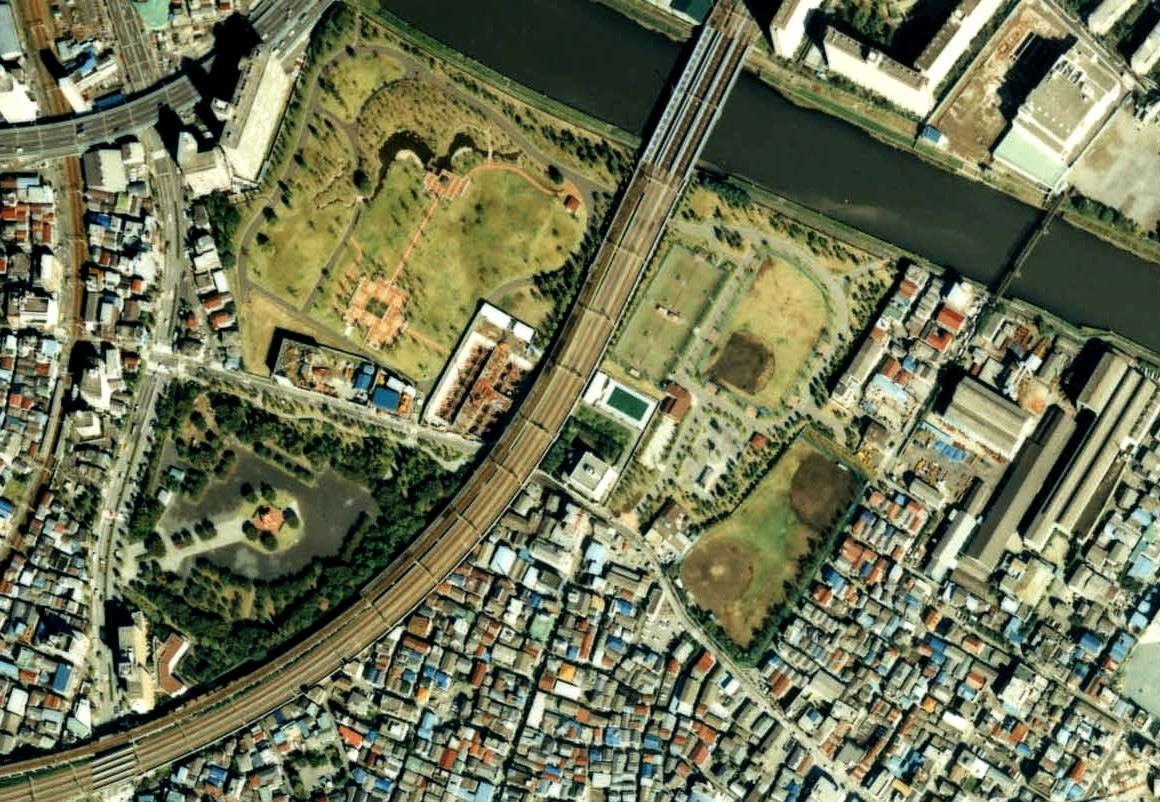
航空写真に見る亀戸中央公園公園付近。1989年撮影。写真上部の河川は旧中川。写真中央(平井駅方面)から左下方向(亀戸駅方面)に向かって伸びているのがJR総武線の線路になる。

亀戸中央公園（かめいどちゅうおうこうえん）は、東京都江東区亀戸にある都立公園である。園内には草花、スポーツ施設、芝生の広場などがあり周辺住民の憩いの場となっている。

## 概要
元々当地は株式会社日立製作所の亀戸工場のあったところで、工場移転後に公園として整備・開園したものである。公園はA地区（南西部)、B地区(北西部)、C地区(北東部)の3つに分かれており、A地区は時計台や遊具を中心としたエリアで、B地区は芝生広場や草木を中心に人工池や亀戸スポーツセンターがあるエリア、C地区はテニス場や多目的球技広場、プールなどスポーツ施設があるエリアとなっている。またB地区とC地区は旧中川に面しており、川沿いの散策も楽しめる。B地区とC地区の間はJR総武線の線路が横断しており(亀戸駅-平井駅間)、電車からも当公園を確認することができる。また当公園は江東区の花でもあるサザンカが多く植わっているところとしても知られている。

## 歴史
- 1907年(明治40) - 久原鉱業所の付帯事務所が、合資会社東京佃島機械製作所として東京都中央区(東京市京橋区新佃島西町二丁目26番地)に発足し、その工場として設置[2]
- 1918年(大正7） - 久原鉱業所から分離独立し株式会社日立製作所亀戸工場設立。[2]
- 1974年11月(昭和49） - 株式会社日立製作所亀戸工場(現在の株式会社日立産機システム中条事業所)が新潟県中条へ移転。[2][3]
- 1980年(昭和55）6月1日 -株式会社日立製作所亀戸工場跡地を再利用、整備し開園。[4]

## 主な施設
- 人工池
- 遊具
- 芝生広場
- テニス場
- 多目的球技広場
- 亀戸スポーツセンター(総合スポーツ施設。江東区の所管)
- 亀戸運動公園(隣接してある区立公園)

## アクセスなど
- 東武亀戸線・亀戸水神駅徒歩2分
- JR総武線亀戸駅より徒歩15分
- 開園時間:常時開園。
- 料金:入園は無料。ただし、C地区のスポーツ施設の利用は有料なので、詳細は事前に公園事務所へ問い合わせが必要。